# Stefanie z Windisch-Grätze
Stefanie z Windisch-Grätze (německy Stefanie zu Windisch-Grätz, 4. dubna 1909, Ploskovice – 29. května 2005, Uccle) byla česko-rakouská šlechtična, kněžna z Windisch-Grätze a hraběnka z Querrieu.

## Rodina
Byla dcerou prince (od roku 1902 knížete) Oty z Windisch-Grätze a jeho manželky arcivévodkyně Alžběty Marie Rakouské. Roku 1924 její rodiče od sebe odešli a roku 1948 byli rozvedeni.

## Manželství a děti
Dne 22. července 1933 se v Bruselu provdala za hraběte Pierra d'Alcantara de Querrieu syna hraběte Jeana Marie d'Alcantara de Querrieu a jeho manželky baronesy Marie t'Kint de Roodenbeke. Její manžel zemřel 14. října 1944 v Koncentračním táboře Oranienburg. Manželé měli jednoho syna:
- Alvar Etienne (30. července 1935 – 5. srpna 2019), sňatek s Anitou-Kristinou Damsten a poté s Daniele Van Ham

Rok po smrti svého prvního manžela se dne 14. listopadu 1945 podruhé provdala za Karla Axel Björklunda. Spolu měli jedno dítě:
- Bjorn-Axel Björklund (20. října 1944 – 7. září 1995), sňatek s Marianne Vellut a poté s Caroline Stiels

Zemřela 29. května 2005 v Uccle.

## Tituly a oslovení
- 4. dubna 1909 – 22. července 1933: Její Jasnost kněžna Stefanie Windisch-Grätz
- 22. července 1933 – 14. října 1944: Její Milost Hraběnka z Querrieu
- 14. října 1944 – 29. května 2005: Její Milost Hraběnka vdova z Querrieu